# 玉ノ井村
玉ノ井村（たまのいむら）は、愛知県葉栗郡にあった村。現在の一宮市木曽川町玉ノ井にあたる。玉野井とも表記。

## 地理
木曽川の左岸に位置していた。

## 歴史
- 江戸時代は尾張藩領、北方代官所支配であった[2]。
- 1889年（明治22年）10月1日、町村制の施行により、葉栗郡玉野井村が単独で村制施行し、玉ノ井村が発足[1][2]。大字は編成せず[2]。
- 1906年（明治39年）5月10日、葉栗郡黒田町（大字黒田・門間・内割田・外割田・三法寺）、里小牧村と合併し、黒田町が存続して廃止された[1][2]。合併後、黒田町玉ノ井となる[2]。

### 地名の由来
玉は清水で、井は水のあるところ。賀茂神社境内に玉ノ井の霊泉が湧く。

## 産業
- 農業、結城縞[2]

## 教育
- 1873年（明治6年）念敬寺に小学出塵学校設立[2]。

## 名所・旧跡
- 賀茂神社[2]